# 얀 팔라흐 광장

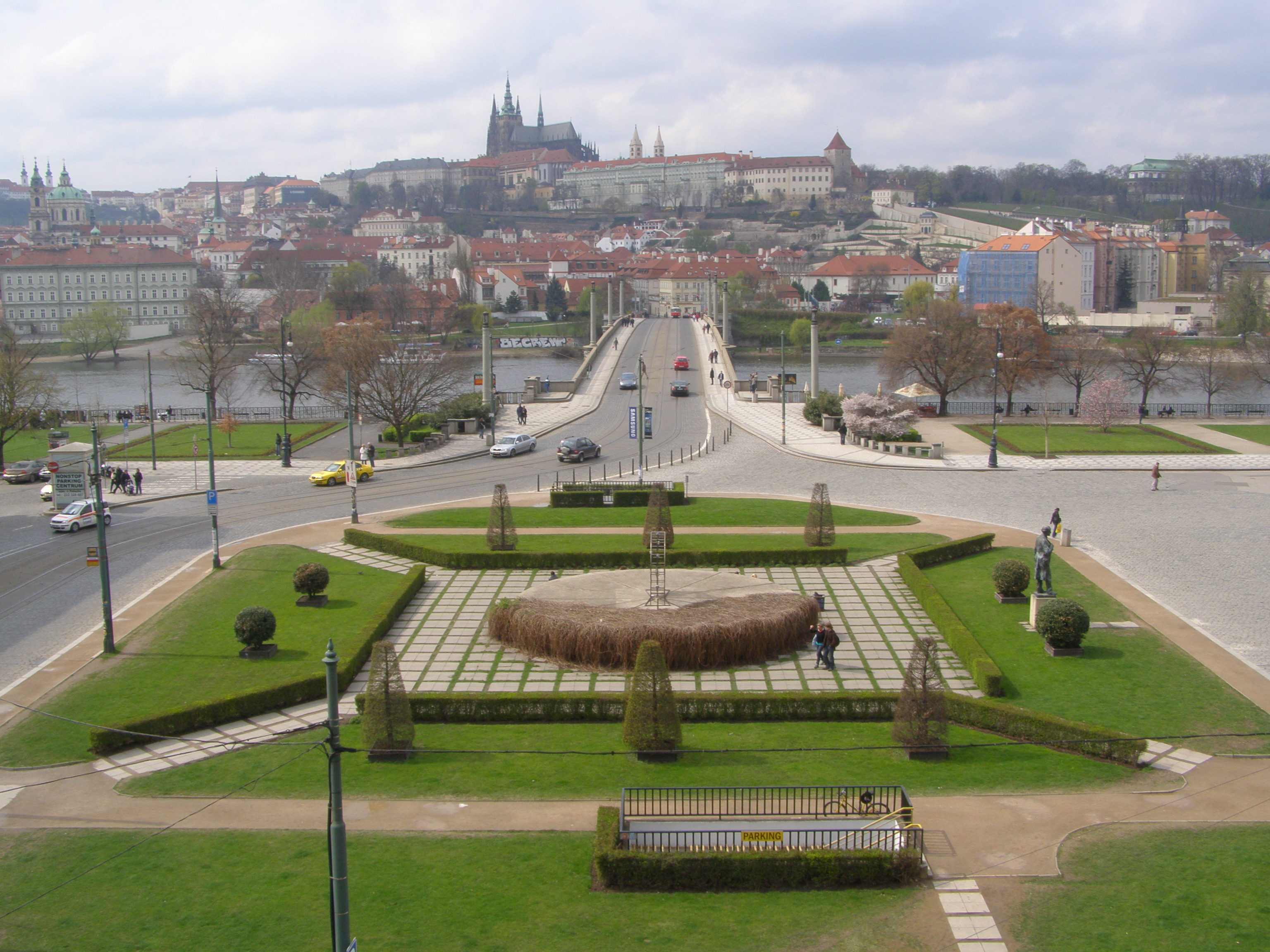
얀 팔라흐 광장

얀 팔라흐 광장(체코어: Náměstí Jana Palacha)은 체코 프라하 스타레메스토에 있는 광장이다.

## 같이 보기
- 얀 팔라흐